# Resolució 1845 del Consell de Seguretat de les Nacions Unides
La Resolució 1845 del Consell de Seguretat de les Nacions Unides fou adoptada per unanimitat el 20 de novembre de 2008. Després de recordar les resolucions anteriors sobre la situació a Bòsnia i Hercegovina, el Consell autoritza la continuació del mandat de la força de l'OTAN EUFOR Althea com a successora de les responsabilitats de la SFOR durant un any més i va reconèixer el dret d'ambdues organitzacions a prendre totes les mesures necessàries per defensar-se dels atacs o amenaces.
El Consell va reiterar que la principal responsabilitat per a la continuació de l'aplicació de l'acord de Dayton correspon a les autoritats de Bòsnia i Hercegovina, i que el suport de la comunitat internacional serà determinat, entre altres coses, per la seva plena cooperació amb el Tribunal Penal Internacional per a l'antiga Iugoslàvia. El consell va subratllar el ple suport a l'Alt representant de la Unió Europea per a Afers exteriors i Política de Seguretat com a autoritat definitiva en la implementació civil de l'Acord de Dayton.